# Integración a muy gran escala

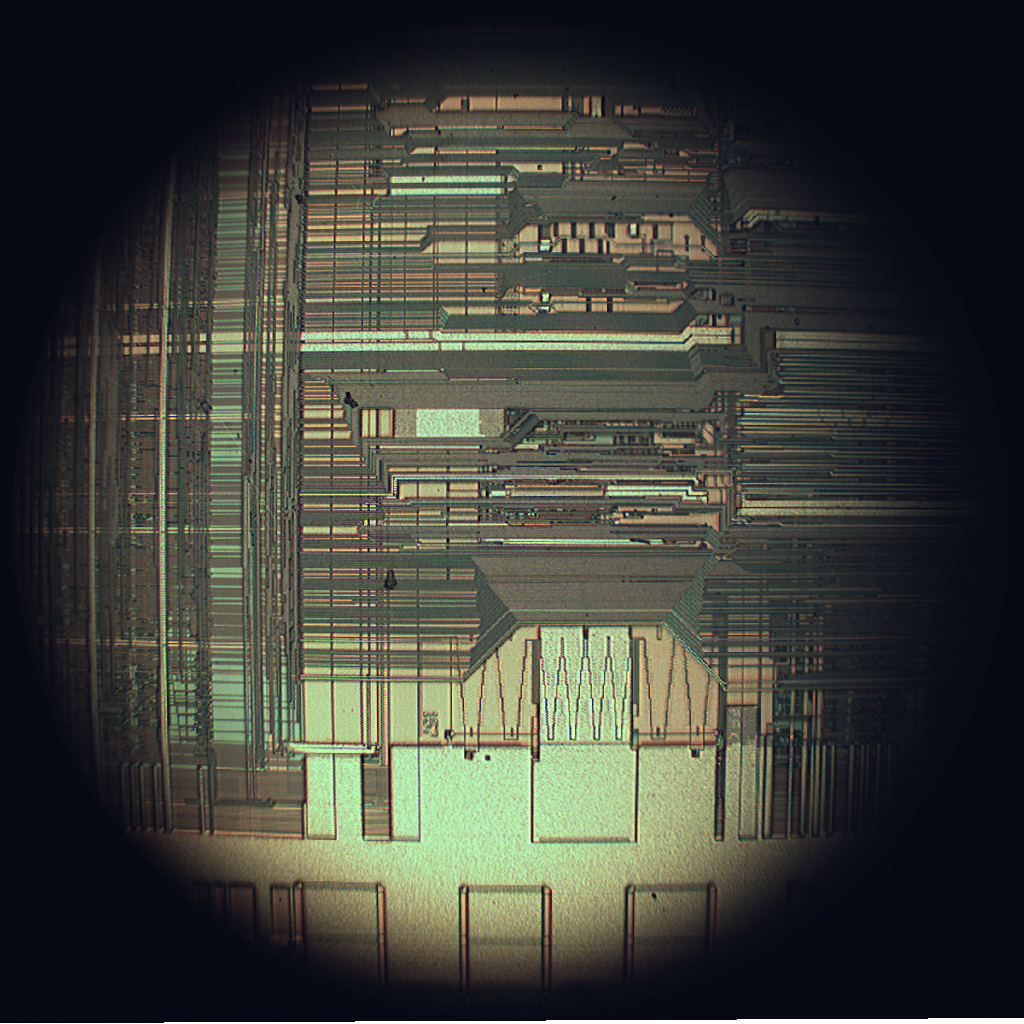
Fotografía de las capas superiores de interconexión de un Intel 80486 DX2 tomada con un microscopio óptico con un aumento de 200×.

La integración a escala muy grande o VLSI (sigla en inglés de very large-scale integration) es el proceso de crear un circuito integrado compuesto por millones de transistores en un único chip. VLSI comenzó a usarse en los años 70, como parte de las tecnologías de semiconductores y comunicación que se estaban desarrollando.
Los primeros chip semiconductores contenían solo un transistor cada uno. A medida que la tecnología de fabricación fue avanzando, se añadieron más y más transistores y, debido a ello, más y más funciones fueron integradas en un mismo chip. El microprocesador es un dispositivo VLSI.
La primera generación de computadoras dependía de válvulas de vacío. Luego vinieron los semiconductores discretos, seguidos de circuitos integrados. Los primeros circuitos integrados contenían un pequeño número de dispositivos, como diodos, transistores, resistencias y condensadores (aunque no inductores), haciendo posible la fabricación de compuertas lógicas en un solo chip. La cuarta generación (LSI) consistía de sistemas con al menos mil compuertas lógicas. El sucesor natural del LSI fue VLSI (varias decenas de miles de compuertas en un solo chip). Hoy en día, los microprocesadores tienen varios millones de compuertas en el mismo chip.
Hacia principios de 2006 se comercializaban microprocesadores con tecnología de hasta 65 nm, en 2010 se comercializan chips con tecnología de 32 nm.

## Compañías más importantes que producen CIs VLSI
- Intel
- Texas Instruments
- Samsung
- Analog Devices
- ATI Technologies
- Advanced Micro Devices (AMD)
- STMicroelectronics
- Freescale Semiconductor
- Infineon
- IBM
- NEC
- Toshiba
- NVIDIA
- Qualcomm
- National Semiconductor
- Renesas
- Broadcom
- Micron Technology
- Transmeta